# Монро (Массачусетс)
Монро (англ. Monroe) — місто (англ. town) в США, в окрузі Франклін штату Массачусетс. Населення — 118 осіб (2020).

## Демографія
Згідно з переписом 2010 року, у місті мешкала 121 особа в 57 домогосподарствах у складі 33 родин. Було 77 помешкань
Расовий склад населення:
| - 95,0 % — білих - 2,5 % — чорних або афроамериканців - 2,5 % — азіатів |

До двох чи більше рас належало 0,0 %. Частка іспаномовних становила 2,5 % від усіх жителів.
За віковим діапазоном населення розподілялося таким чином: 19,0 % — особи молодші 18 років, 63,6 % — особи у віці 18—64 років, 17,4 % — особи у віці 65 років та старші. Медіана віку мешканця становила 41,8 року. На 100 осіб жіночої статі у місті припадало 105,1 чоловіків;  на 100 жінок у віці від 18 років та старших — 96,0 чоловіків також старших 18 років.
Медіана доходів становила 67 500 доларів для чоловіків та 65 000 доларів для жінок. За межею бідності перебувало 8,1 % осіб, у тому числі 13,3 % дітей у віці до 18 років та 0,0 % осіб у віці 65 років та старших.
Цивільне працевлаштоване населення становило 32 особи. Основні галузі зайнятості: освіта, охорона здоров'я та соціальна допомога — 25,0 %, виробництво — 21,9 %, транспорт — 12,5 %, науковці, спеціалісти, менеджери — 12,5 %.